# Фёрен
Фёрен (нем. Föhren) — община в Германии, в земле Рейнланд-Пфальц. 
Входит в состав района Трир-Саарбург. Подчиняется управлению Швайх.  Население составляет 2708 человек (на 31 декабря 2010 года). Занимает площадь 9,79 км².